# Hug Guillem de Lavansa
Hug Guillem de Lavansa (? - c. 1056). Noble del comtat d'Urgell en temps d'Ermengol III (1038 - 1066). Senyor de la vall homònima de Lavansa (actualment la Vansa) del 1041 al 1056. Fill primogènit i successor del primer senyor conegut de la vall, Guillem de Lavansa.

## Biografia
Hug Guillem, membre del llinatge urgellenc dels Lavansa, fou el fill primogènit de Guillem de Lavansa, primer senyor conegut de la vall, i eminent noble urgellenc de la primera meitat del segle xi.
Hug Guillem fou senyor de Lavansa entre el 1041 i el 1056. Com el seu pare, mantingué estretes relacions amb la casa comtal d'Urgell. Tant ell com els seus germans Josbert Guillem, Guitard i Guillem foren presents en un judici presidit per la comtessa Constança d'Urgell i el seu fill Ermengol III, celebrat l'abril de 1041. L'any 1048 apareix en el seguici del comte Ermengol III, junt amb altres nobles urgellencs com el vescomte Miró o Arnau Mir de Tost. L'última menció documental d'Hug Guillem data del juny de 1054, actuant com a testimoni en la convinença entre el comte Ermengol III i el bisbe Guillem d'Urgell. Sembla que Hug Guillem morí sense descendència cap a l'any 1056, moment a partir del qual el títol de senyor de Lavansa fou ostentat pel seu germà Josbert Guillem.